# Milton W. Glenn

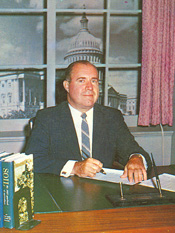
Milton W. Glenn

Milton Willits Glenn (* 18. Juni 1903 in Atlantic City, New Jersey; † 14. Dezember 1967 in Margate City, New Jersey) war ein US-amerikanischer Politiker. Zwischen 1957 und 1965 vertrat er den Bundesstaat New Jersey im US-Repräsentantenhaus.

## Werdegang
Milton Glenn besuchte die öffentlichen Schulen seiner Heimat und studierte danach bis 1922 an der Georgetown University in Washington, D.C. Nach einem anschließenden Jurastudium an der Dickinson Law School in Carlisle (Pennsylvania) und seiner 1925 erfolgten Zulassung als Rechtsanwalt begann er in Atlantic City in diesem Beruf zu arbeiten. Zwischen 1940 und 1943 war er für den Magistrat der Stadt Margate City tätig. Während des Zweiten Weltkrieges diente Glenn in der United States Navy; später gehörte er der Reserve dieser Waffengattung an. Zwischen 1946 und 1951 saß er als Mitglied der Republikanischen Partei im Kreisrat des Atlantic Countys. Von 1950 bis 1955 war er Abgeordneter in der New Jersey General Assembly.
Nach dem Tod des Kongressabgeordneten Thomas Hand wurde Glenn bei der fälligen Nachwahl für den zweiten Sitz von New Jersey als dessen Nachfolger in das US-Repräsentantenhaus in Washington gewählt, wo er am 5. November 1957 sein neues Mandat antrat. Nach drei Wiederwahlen konnte er bis zum 3. Januar 1965 im Kongress verbleiben. Diese Zeit war von den Ereignissen der Bürgerrechtsbewegung geprägt. Damals begann auch der Vietnamkrieg. In den Jahren 1961 und 1964 wurden der 23. und der 24. Verfassungszusatz ratifiziert.
Im Jahr 1964 unterlag Milton Glenn dem Demokraten Thomas C. McGrath. Nach dem Ende seiner Zeit im US-Repräsentantenhaus praktizierte er wieder als Anwalt. Er starb am 14. Dezember 1967 in Margate City.